# Коршунов, Александр Викторович
Алекса́ндр Ви́кторович Ко́ршунов (род. 11 февраля 1954, Москва, СССР) — советский и российский актёр театра и кино, театральный режиссёр, педагог, профессор ВТУ им. М. С. Щепкина (2002), главный режиссёр Московского драматического театра «Сфера» с 2014 года; народный артист Российской Федерации (1999).

## Биография
Родился 11 февраля 1954 года в Москве в семье народного артиста СССР Виктора Коршунова (1929—2015) и актрисы и режиссёра Екатерины Еланской (1929—2013), художественного руководителя театра «Сфера».
В 1975 году окончил Школу-студию МХАТ имени В. И. Немировича-Данченко, курс Виктора Карловича Монюкова. В этом же году был принят в труппу Московского нового драматического театра.
С 1981 года, с момента основания Московского драматического театра «Сфера», служит в нём в качестве актёра и режиссёра-постановщика.
Параллельно, с 1984 года (по приглашению М. И. Царёва) — актёр и режиссёр Государственного академического Малого театра России в Москве.
С 1996 года — преподаватель дисциплины «Мастерство актёра» в Высшем театральном училище имени М. С. Щепкина, профессор (с 2002 года) кафедры мастерства актёра. Среди учеников Александра Викторовича Коршунова — актёры Игорь Петренко, Илья Исаев, Георгий Дронов, Клавдия Коршунова, Екатерина Порубель, Сергей Потапов, Алиса Сапегина, Антон Хабаров, Николай Иванов, Александр Суворов и другие.
С апреля 2014 года является главным режиссёром Московского драматического театра «Сфера».
Жена Ольга Семёновна Коршунова (дев. Леонова), театральный художник-постановщик. Сын Степан Коршунов (род. 1978, режиссёр и актёр), дочь Клавдия Коршунова (род. 8 июня 1984, актриса).

## Творчество

### Роли в театре

#### Московский Новый драматический театр

##### Актёрские работы
- «Прошлым летом в Чулимске» Александра Вампилова — Еремеев
- «Моя прекрасная леди» по пьесе «Пигмалион» Джорджа Бернарда Шоу на музыку Фредерика Лоу — Фредди
- «Путь вашей жизни» Уильяма Сарояна — Дадли
- «В гостях и дома» Александра Володина — Костя
- «Осень следователя» Г. Данаилова — Андреев, следователь

#### Московский драматический театр «Сфера»

##### Актёрские работы
- «Маленький принц» Антуана де Сент-Экзюпери — лётчик
- «Театральный роман» Михаила Булгакова — Максудов
- «Эвридика» Жана Ануя — Орфей
- «Доктор Живаго» Бориса Пастернака — Живаго
- «Кабала Святош» Михаила Булгакова — Жан Батист Поклен де Мольер
- «Раскас» Василия Шукшина — Иван Петин

##### Режиссёрские работы
- 2003 — «Ах, как хорош этот мир!..» Ежи Брошкевича
- 2005 — «Приглашение в замок» Жана Ануя
- 2006 — «Кандида» Джорджа Бернарда Шоу
- 2008 — «Доходное место» Александра Островского
- 2008 — «В чужом пиру похмелье» Александра Островского
- 2010 — «Ученик лицея» Андрея Платонова
- 2011 — «Цилиндр» Эдуардо Де Филиппо
- 2013 — «Вишнёвый сад» Антона Чехова
- 2013 — «Три толстяка» («Балаганчик дядюшки Бризака») Юрия Олеши
- 2014 — «Обыкновенная история» Ивана Гончарова
- 2015 — «Старший сын» Александра Вампилова
- 2016 — «Кабала Святош» Михаила Булгакова
- 2018 — «Дачники» Максима Горького
- 2018 — «Дядюшкин сон» Федора Достоевского

#### Государственный академический Малый театр России

##### Актёрские работы
- 1984 — «Сирано де Бержерак» Э. Ростана — гвардеец
- 1984 — «Заговор Фиеско в Генуе» Фридриха Шиллера — ремесленник
- 1984 — «Царь Фёдор Иоаннович» Алексея Толстого — царский стремянной
- 1984 — «На всякого мудреца довольно простоты» Александра Островского — Егор Васильич Курчаев, гусар
- 1984 — «Конёк-горбунок» Петра Ершова — Гаврило
- 1984 — «Накануне» Ивана Тургенева — Шубин
- 1985 — «Живой труп» Льва Толстого — Афремов
- 1986 — «Недоросль» Дениса Фонвизина (режиссёр — Виталий Иванов) — Митрофан, сын Простаковых, «недоросль»[5]
- 1987 — «Сон о белых горах» Виктора Астафьева — Аким
- 1987 — «Холопы» Петра Гнедича — Мироша
- 1987 — «Царь Фёдор Иоаннович» Алексея Толстого — гонец
- 1987 — «Человек, который смеётся» Виктора Гюго — Гуинплен
- 1988 — «Вишнёвый сад» Антона Чехова — Пётр Сергеевич Трофимов, студент
- 1990 — «Князь Серебряный» Алексея Толстого — Малюта Скуратов, палач Ивана IV Грозного
- 1990 — «Мещанин во дворянстве» Жана-Батиста Мольера — Ковьель, слуга Клеонта
- 1990 — «Дикарка» Александра Островского и Николая Соловьёва — Виктор Васильевич Вершинский
- 1991 — «Убийство Гонзаго» Н. Йорданова — Горацио
- 1992 — «Дядюшкин сон» Фёдора Достоевского — Мозгляков Павел Александрович, жених Зины
- 1992 — «Горячее сердце» Александра Островского — Гаврило, приказчик (по лавке)
- 1993 — «Не было ни гроша, да вдруг алтын» Александра Островского — Елеся, сын мещанки Домны Евсигневны Мигачёвой
- 1994 — «Волки и овцы» Александра Островского — Аполлон Викторович Мурзавецкий, прапорщик в отставке, племянник Мурзавецкой, пьяница и ничтожный человек
- 1995 — «Смерть Иоанна Грозного» Алексея Толстого — Борис Фёдорович Годунов
- 1996 — «Чудаки» Максима Горького (режиссёр — А. В. Коршунов) — Мастаков
- 1996 — «Чайка» Антона Чехова — Константин Гаврилович Треплев, сын Аркадиной (Треплевой), молодой человек
- 1998 — «Трудовой хлеб» Александра Островского (режиссёр — А. В. Коршунов) — Егор Николаевич Копров[6]
- 1999 — «Король Густав Васа» Августа Стриндберга — Эрик
- 2001 — «Трудовой хлеб» Александра Островского — Иван Федулыч Чепурин, лавочник, хозяин дома
- 2001 — «Пучина» Александра Островского (режиссёр — А. В. Коршунов) — Кирилл Филиппыч Кисельников, молодой человек, 22-х лет
- 2004 — «День на день не приходится» Александра Островского (режиссёр — А. В. Коршунов) — Досужев
- 2005 — «Свадьба, свадьба, свадьба» Антона Чехова (режиссёр — Виталий Иванов) — Эпаминонд Максимович Апломбов, жених Дашеньки Жигаловой
- 2005 — «Трудовой хлеб» Александра Островского (режиссёр — А. В. Коршунов) — Иоасаф Наумыч Корпелов, учитель, промышляющий дешёвыми частными уроками
- 2006 — «Бедность не порок» Александра Островского (режиссёр — А. В. Коршунов) — Любим Карпыч Торцов, брат Гордея Карпыча, промотавшийся
- 2008 — «Дети солнца» Максима Горького (режиссёр — Адольф Шапиро) — Егор, слесарь
- 2008 — «Касатка» Алексея Толстого (режиссёр — Виталий Иванов) — Князь Бельский

##### Режиссёрские работы
- 1996 — «Чудаки» Максима Горького
- 1998 — «Трудовой хлеб» Александра Островского
- 2001 — «Пучина» Александра Островского
- 2004 — «День на день не приходится» Александра Островского
- 2006 — «Бедность не порок» Александра Островского

### Фильмография
- 1980 — Ключ — Гоги Галиев
- 1981 — Когда киты уходят — Гилгил
- 1981 — Портрет жены художника — Юра Рябов, молодой художник
- 1982 — Не могу сказать «прощай» — Василий Михайлович, милиционер
- 1984 — Двойной обгон — Леонид Фёдорович Жигаев, грабитель-рецидивист
- 1986 — Дополнительный прибывает на второй путь — поездной электромеханик
- 1988 — Холопы — Мироша, сын Веточкиных
- 1998 — Царь Иоанн Грозный — Борис Годунов
- 1998 — Чайка — Константин Гаврилович Треплёв
- 2003 — Возвращение Мухтара — Станислав Дмитриевич Ильковский, эксперт-криминалист, майор милиции
- 2004 — Мелюзга — Смирнов, фельдшер
- 2005 — Парниковый эффект — доктор
- 2007 — Завещание Ленина — Иван Петрович Бондаренко, начальник Оркоголинского лагеря
- 2008 — Дикое поле — мужик с коровой
- 2008 — Спасите наши души — Иванов, уполномоченный из Москвы
- 2008 — Голубка — Генка, художник
- 2009 — Петя по дороге в Царствие небесное — Коновалов
- 2009 — Московский дворик — Николай Петрович Фомин, майор
- 2010 — Брестская крепость — Пётр Михайлович Гаврилов, майор, командир 44-го полка
- 2011 — Раскол — Иоанн Миронович Неронов, протопоп
- 2011 — Чёрные волки — Юрий Ильич Гарозий, майор, сотрудник уголовного розыска
- 2011 — Инкассаторы — Фёдор Семёнович Зубров («Зубр»), старший группы инкассаторов
- 2011 — Ялта-45 — Мавлянов, следователь НКГБ СССР, майор
- 2012 — Красавица — Павел Гущин, майор милиции
- 2012 — Три товарища — Иваныч
- 2012 — Чкалов — Михаил Михайлович Громов, советский лётчик, генерал-полковник авиации
- 2012 — ЧС (Чрезвычайная ситуация) — Александр Викторович Ливанов, начальник аварийно-спасательного отряда
- 2013 — Две зимы и три лета — Илья Нетёсов
- 2013 — Третья мировая — Тимофей Семёнович Жилин, председатель колхоза
- 2014 — Тальянка — Александр Прохоров, председатель колхоза
- 2014 — Дурак — Никитин, отец Димы
- 2015 — Территория — Сидорчук
- 2017 — Доярка и лопух
- 2017 — Время первых — врач
- 2018 — Рубеж — Николай Шуров
- 2020 — Зелёный фургон. Совсем другая история — полковник Чернышенко, начальник уголовного розыска
- 2021 — Собор — отец Николай, священник
- 2021 — Седьмая симфония — командир в прожекторном батальоне

## Признание

### Государственные награды
- 1991 — Заслуженный артист РСФСР — за заслуги в области советского театрального искусства[7].
- 1993 — лауреат Премии города Москвы в области литературы и искусства 1993 года — за роль Гаврилы в спектакле «Горячее сердце» по пьесе А. Н. Островского в Государственном академическом Малом театре России[8].
- 1999 — Народный артист Российской Федерации — за большие заслуги в области искусства[2].
- 2004 — Орден Дружбы — за многолетнюю плодотворную деятельность в области культуры и искусства[9].
- 2012 — Медаль «За заслуги в увековечении памяти погибших защитников Отечества» Министерства обороны Российской Федерации — за роль майора Петра Гаврилова в фильме «Брестская крепость» 2010 года (в числе всех участников творческой группы создателей фильма)[1][10][11].

### Общественные награды
- 2000 — номинация на российскую национальную театральную премию «Золотая маска» сезона 1998—1999 годов в категории «Драма» в номинации «Лучший спектакль» — за режиссёрскую работу над спектаклем «Трудовой хлеб» по пьесе А. Н. Островского в Государственном академическом Малом театре России[12].
- 2009 — приз имени Александра Абдулова «За лучшую мужскую роль в отечественном дебютном фильме» на VII Международном фестивале кинематографических дебютов «Дух огня» — за исполнение роли Генки в фильме «Голубка» (2008) режиссёра Сергея Ольденбурга-Свинцова[13].